# Mellansjön (Grödinge socken, Södermanland)

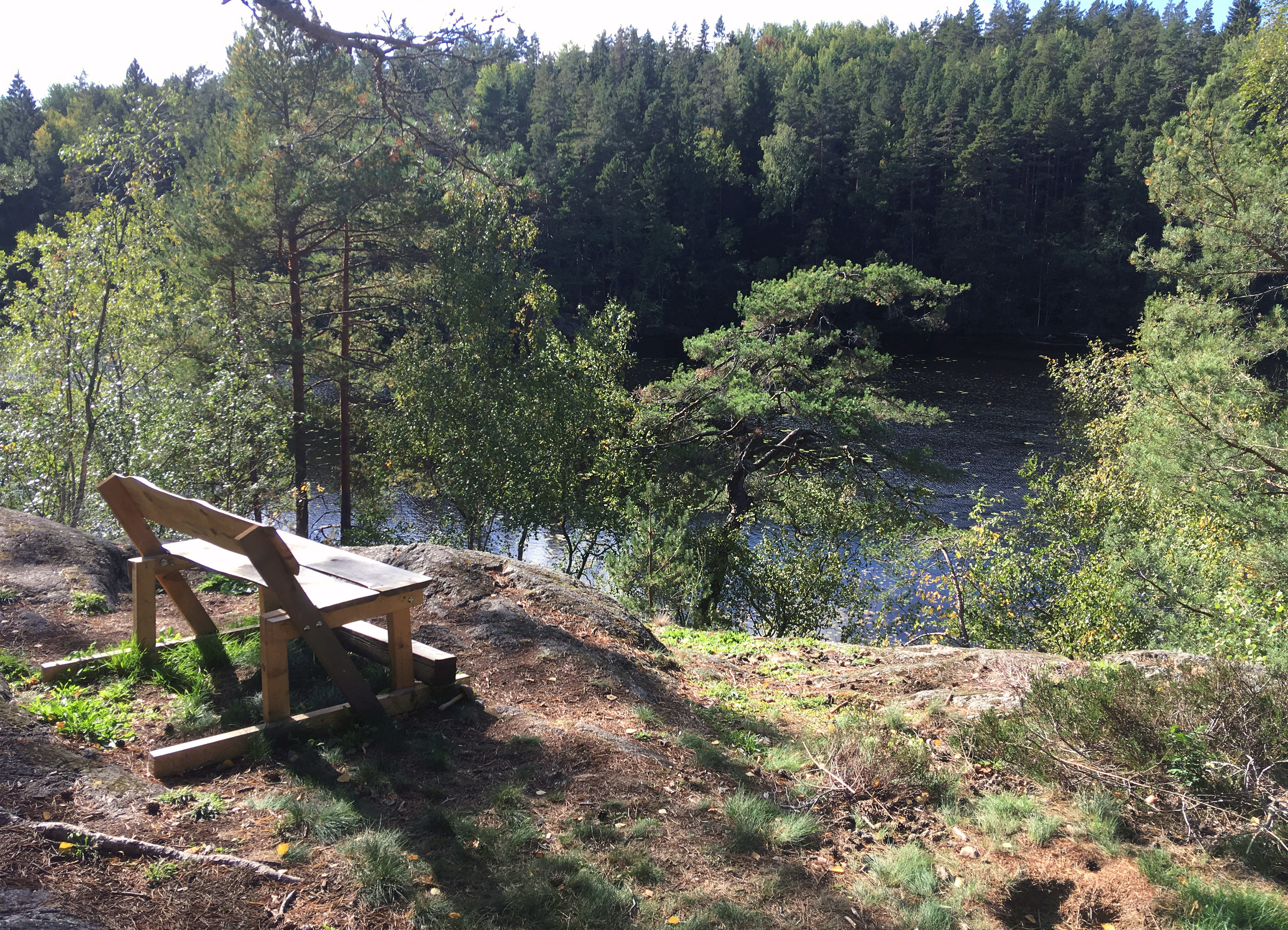
Utsiktsplats vid Mellansjön, 2018.

Mellansjön är en sjö i Botkyrka kommun i Södermanland och ingår i Tyresån-Trosaåns kustområde. Sjön ligger mellan Övrasjön i norr och Brosjön i söder, i Brosjön Natura 2000-område, även kallat Vinterskogen. Dess area är 0,053 kvadratkilometer och den befinner sig 23,6 meter över havet.